# Férfi 110 méteres gátfutás a 2020. évi nyári olimpiai játékokon
A 2020. évi nyári olimpiai játékokon az atlétika férfi 110 méteres gátfutás versenyszámát 2021. augusztus 3–5. között rendezték a tokiói olimpiai stadionban. Az aranyérmet a jamaicai Hansle Parchment nyerte.
A kvalifikáció során 13,32 másodperc volt a szintidő.

## Rekordok
A versenyt megelőzően a következő rekordok voltak érvényben:
| Világrekord     | Aries Merritt (USA) | 12,80 | Brüsszel, Belgium  | 2012. szeptember 7. |
| Olimpiai rekord | Liu Hsziang (CHN)   | 12,91 | Athén, Görögország | 2004. augusztus 27. |

## Eredmények
Az időeredmények másodpercben értendők. A rövidítések jelentése a következő:
| - OR: olimpiai rekord - NR: országos rekord - PB: egyéni legjobb eredménye | - SB: 2021-ben az addigi legjobb eredménye - DNS: nem indult a futamon - DNF: nem ért célba |

### Előfutamok
Minden előfutam első négy helyezettje automatikusan az elődöntőbe jutott. Az összesített eredmények alapján további négy versenyző jutott az elődöntőbe.
1. előfutam
| H  | Pálya | Név                  | Nemzet               | E              | Mj    |
| -- | ----- | -------------------- | -------------------- | -------------- | ----- |
| 1. | 4     | Ronald Levy          | Jamaica (JAM)        | 13,17          | Q     |
| 2. | 6     | Jason Joseph         | Svájc (SUI)          | 13,31          | Q, SB |
| 3. | 9     | Szűcs Valdó          | Magyarország (HUN)   | 13,50 (13,496) | Q     |
| 4. | 2     | Andrew Pozzi         | Nagy-Britannia (GBR) | 13,50 (13,500) | Q     |
| 5. | 5     | Gabriel Constantino  | Brazília (BRA)       | 13,55          | q     |
| 6. | 8     | Michael Obasuyi      | Belgium (BEL)        | 13,65          |       |
| 7. | 7     | Louis François Mendy | Szenegál (SEN)       | 13,84          | SB    |
| —  | 3     | Wilhem Belocian      | Franciaország (FRA)  | DQ             |       |

2. előfutam
| H  | Pálya | Név               | Nemzet                 | E     | Mj    |
| -- | ----- | ----------------- | ---------------------- | ----- | ----- |
| 1. | 7     | Asier Martínez    | Spanyolország (ESP)    | 13,32 | Q     |
| 2. | 5     | Daniel Roberts    | Egyesült Államok (USA) | 13,41 | Q     |
| 3. | 8     | Damion Thomas     | Jamaica (JAM)          | 13,54 | Q     |
| 4. | 2     | Milan Trajkovic   | Ciprus (CYP)           | 13,59 | Q, SB |
| 5. | 9     | Vitali Parakhonka | Fehéroroszország (BLR) | 13,61 |       |
| 6. | 4     | Shane Brathwaite  | Barbados (BAR)         | 13,64 |       |
| 7. | 3     | Yaqoub Al-Youha   | Kuvait (KUW)           | 13,69 | SB    |
| 8. | 6     | Hassane Fofana    | Olaszország (ITA)      | 13,70 |       |

3. előfutam
| H  | Pálya | Név                  | Nemzet                                       | E     | Mj |
| -- | ----- | -------------------- | -------------------------------------------- | ----- | -- |
| 1. | 9     | Grant Holloway       | Egyesült Államok (USA)                       | 13,02 | Q  |
| 2. | 7     | Hansle Parchment     | Jamaica (JAM)                                | 13,23 | Q  |
| 3. | 3     | Nicholas Hough       | Ausztrália (AUS)                             | 13,57 | Q  |
| 4. | 5     | Damian Czykier       | Lengyelország (POL)                          | 13,61 | Q  |
| 5. | 4     | Gregor Traber        | Németország (GER)                            | 13,65 |    |
| 6. | 2     | Takajama Sunja       | Japán (JPN)                                  | 13,98 |    |
| 7. | 1     | Jérémie Lararaudeuse | Mauritius (MRI)                              | 14,03 | PB |
| 8. | 8     | Fadane Hamadi        | Comore-szigetek (COM)                        | 14,99 |    |
| —  | 6     | Szergej Subenkov     | Az Orosz Olimpiai Bizottság versenyzői (ROC) | DNS   |    |

4. előfutam
| H  | Pálya | Név                         | Nemzet                         | E     | Mj     |
| -- | ----- | --------------------------- | ------------------------------ | ----- | ------ |
| 1. | 8     | Aurel Manga                 | Franciaország (FRA)            | 13,24 | Q, =PB |
| 2. | 6     | Izumija Sunszuke            | Japán (JPN)                    | 13,28 | Q      |
| 3. | 4     | Rafael Henrique Pereira     | Brazília (BRA)                 | 13,46 | Q      |
| 4. | 2     | Hszie Ven-csün (Xie Wenjun) | Kína (CHN)                     | 13,51 | Q      |
| 5. | 3     | Chen Kuei-ru                | Tajvan (TPE)                   | 13,53 | q, SB  |
| 6. | 1     | David King                  | Nagy-Britannia (GBR)           | 13,55 | q      |
| 7. | 9     | Eddie Lovett                | Amerikai Virgin-szigetek (ISV) | 14,17 | SB     |
| 8. | 7     | Chan Chung Wang             | Hongkong (HKG)                 | 14,23 |        |
| —  | 5     | Orlando Ortega              | Spanyolország (ESP)            | DNS   |        |

5. előfutam
| H  | Pálya | Név                     | Nemzet                        | E     | Mj    |
| -- | ----- | ----------------------- | ----------------------------- | ----- | ----- |
| 1. | 5     | Devon Allen             | Egyesült Államok (USA)        | 13,21 | Q     |
| 2. | 3     | Pascal Martinot-Lagarde | Franciaország (FRA)           | 13,37 | Q, SB |
| 3. | 7     | Kanai Taió              | Japán (JPN)                   | 13,41 | Q     |
| 4. | 8     | Paolo Dal Molin         | Olaszország (ITA)             | 13,44 | Q     |
| 5. | 6     | Elmo Lakka              | Finnország (FIN)              | 13,48 | q     |
| 6. | 4     | Antonio Alkana          | Dél-afrikai Köztársaság (RSA) | 13,55 | SB    |
| 7. | 2     | Konstantinos Douvalidis | Görögország (GRE)             | 13,63 | SB    |
| 8. | 9     | Eduardo de Deus         | Brazília (BRA)                | 13,78 |       |

### Elődöntők
Minden elődöntő első két helyezettje automatikusan az döntőbe jutott. Az összesített eredmények alapján további két versenyző jutott az döntőbe.
1. elődöntő
| H  | Pálya | Név                     | Nemzet                 | Reakcióidő | E     | Mj    |
| -- | ----- | ----------------------- | ---------------------- | ---------- | ----- | ----- |
| 1. | 7     | Ronald Levy             | Jamaica (JAM)          | 0,154      | 13,23 | Q     |
| 2. | 4     | Pascal Martinot-Lagarde | Franciaország (FRA)    | 0,155      | 13,25 | Q, SB |
| 3. | 6     | Asier Martínez          | Spanyolország (ESP)    | 0,150      | 13,27 | q, PB |
| 4. | 8     | Andrew Pozzi            | Nagy-Britannia (GBR)   | 0,148      | 13,32 | q     |
| 5. | 5     | Daniel Roberts          | Egyesült Államok (USA) | 0,195      | 13,33 |       |
| 6. | 2     | Damian Czykier          | Lengyelország (POL)    | 0,152      | 13,63 |       |
| 7. | 9     | Nicholas Hough          | Ausztrália (AUS)       | 0,163      | 13,88 |       |
| 8. | 3     | Gabriel Constantino     | Brazília (BRA)         | 0,159      | 13,89 |       |

2. elődöntő
| H  | Pálya | Név             | Nemzet                 | Reakcióidő | E     | Mj     |
| -- | ----- | --------------- | ---------------------- | ---------- | ----- | ------ |
| 1. | 5     | Devon Allen     | Egyesült Államok (USA) | 0,121      | 13,18 | Q      |
| 2. | 6     | Aurel Manga     | Franciaország (FRA)    | 0,151      | 13,24 | Q, =PB |
| 3. | 8     | Damion Thomas   | Jamaica (JAM)          | 0,135      | 13,39 |        |
| 4. | 9     | Paolo Dal Molin | Olaszország (ITA)      | 0,133      | 13,40 |        |
| 5. | 4     | Jason Joseph    | Svájc (SUI)            | 0,135      | 13,46 |        |
| 6. | 2     | Chen Kuei-ru    | Tajvan (TPE)           | 0,146      | 13,57 |        |
| 7. | 3     | Elmo Lakka      | Finnország (FIN)       | 0,139      | 13,67 |        |
| 8. | 7     | Kanai Taió      | Japán (JPN)            | 0,127      | 26,11 |        |

3. elődöntő
| H  | Pálya | Név                         | Nemzet                 | Reakcióidő | E     | Mj |
| -- | ----- | --------------------------- | ---------------------- | ---------- | ----- | -- |
| 1. | 4     | Grant Holloway              | Egyesült Államok (USA) | 0,130      | 13,13 | Q  |
| 2. | 6     | Hansle Parchment            | Jamaica (JAM)          | 0,145      | 13,23 | Q  |
| 3. | 7     | Izumija Sunszuke            | Japán (JPN)            | 0,141      | 13,35 |    |
| 4. | 9     | Szűcs Valdó                 | Magyarország (HUN)     | 0,140      | 13,40 |    |
| 5. | 8     | Hszie Ven-csün (Xie Wenjun) | Kína (CHN)             | 0,154      | 13,58 |    |
| 6. | 5     | Rafael Henrique Pereira     | Brazília (BRA)         | 0,154      | 13,62 |    |
| 7. | 2     | David King                  | Nagy-Britannia (GBR)   | 0,141      | 13,67 |    |
| 8. | 3     | Milan Trajkovic             | Ciprus (CYP)           | 0,147      | 14,01 |    |

### Döntő
| H     | Pálya | Név                     | Nemzet                 | Reakcióidő     | E     | Mj |
| ----- | ----- | ----------------------- | ---------------------- | -------------- | ----- | -- |
| Arany | 7     | Hansle Parchment        | Jamaica (JAM)          | 0,130          | 13,04 | SB |
| Ezüst | 4     | Grant Holloway          | Egyesült Államok (USA) | 0,136          | 13,09 |    |
| Bronz | 5     | Ronald Levy             | Jamaica (JAM)          | 0,146          | 13,10 |    |
| 4.    | 6     | Devon Allen             | Egyesült Államok (USA) | 0,133          | 13,14 |    |
| 5.    | 8     | Pascal Martinot-Lagarde | Franciaország (FRA)    | 0,120          | 13,16 | SB |
| 6.    | 2     | Asier Martínez          | Spanyolország (ESP)    | 0,155          | 13,22 | PB |
| 7.    | 3     | Andrew Pozzi            | Nagy-Britannia (GBR)   | 0,140          | 13,30 |    |
| 8.    | 9     | Aurel Manga             | Franciaország (FRA)    | 0,151          | 13,38 |    |
|       |       |                         |                        | Szél: -0,5 m/s |       |    |